# برة بلنغ (غوغر)
برة بلنغ (بالفارسية: بره کلنگ) هي قرية تقع في إيران في قسم غوغر الريفي. يقدر عدد سكانها بـ 0 نسمة بحسب إحصاء 2016.